# Jaroslav Krofta
Jaroslav Krofta (24. října 1910 Strašice – 4. září 1971 Plzeň) byl český a československý právník, politik Komunistické strany Československa a poúnorový poslanec Národního shromáždění ČSR.

## Biografie
Po druhé světové válce působil jako tajemník kulturně propagačního oddělení Krajského výboru KSČ v Plzni. Bydlel tehdy v Plzni a vyučoval na obchodní akademii.
Po volbách roku 1948 byl zvolen do Národního shromáždění za KSČ ve volebním kraji Plzeň. Mandát nabyl až dodatečně v říjnu 1951 jako náhradník poté, co rezignoval poslanec Václav Juha. Mandát získal i ve volbách v roce 1954 (volební obvod Plzeň) a v parlamentu zasedal až do konce funkčního období, tedy do voleb v roce 1960.
Působil jako děkan Pedagogické fakulty v Plzni (takto uváděn v letech 1948 až 1958). Od roku 1971 byl profesorem ústavního práva ČSSR a SSSR na Univerzitě Karlově. Podílel se na tvorbě Ústavy Československé socialistické republiky z roku 1960. Bylo mu uděleno Vyznamenání Za zásluhy o výstavbu a roku 1970 Řád práce.